# Макроскоп (роман)
«Макроскоп» (англ. Macroscope) — науково-фантастичний роман британського та американського письменника Пірса Ентоні. У 1970 році номінований на премію Г'юго як найкращий роман.
«Макроскоп» вперше опублікований 1969 року й певною мірою відображає ідеалістичні цінності того часу. Сюжет включає, серед іншого, розширення експерименту Пекгема, гру математиків Джона Конвея та Майкла Патерсона в паростки, астрологію, поезію Сідні Ланьє, історію Фінікії та коментар про цінність відданого вчителя предмета на відміну від практикуючого інженера цього предмету, який намагається його викладати, і все це в калейдоскопічній комбінації. Книга займає унікальне місце у творчості Ентоні, оскільки вона отримала хороші відгуки як від затятих шанувальників наукової фантастики, так і від його звичайної аудиторії шанувальників фентезі.

## Сюжет
Центральним пристроєм сюжету є «макроскоп», великий кристал, який можна використовувати для фокусування нещодавно відкритого типу частинок, «макронів». Макрони не схильні до багатьох ефектів, які заважають світлу, і в результаті макроскоп може фокусуватися на будь-якій точці простору-часу з винятковою чіткістю, створюючи те, що по суті є телескопом нескінченної роздільної здатності в просторово-часовому континуумі. Макроскоп вбудовано в орбітальну сонячну космічну станцію, куди вчені приїжджають, щоб забронювати час на пристрої. З його допомогою вони можуть досліджувати космос як ніколи раніше. Серед їхніх численних відкриттів численні планети та дві розумні інопланетні раси. Використовуючи макроскоп, спостерігачі змогли заглянути в історичні записи однієї раси, знайшовши численні паралелі з життям людей на Землі. Вище вказана раса зараз у соціальному занепаді, і наслідки тривожні.
Чіткий огляд макроскопа в космосі також робить його ідеальною системою зв’язку для розумних рас, які транслюють сигнали, генеруючи макрони, техніка, яка ще не зрозуміла на Землі. Проте подолання всіх цих сигналів має величезну силу, таку силу, що її, мабуть, створила цивілізація типу II. Цей сигнал повторюється, починаючи з вказівок з базової математики та просуваючись до дедалі складнішої інформації. Глядачі з достатньо високим інтелектом, IQ 150, досягають точки, коли інформація змушує їх божеволіти або вмирати. Ті, хто не має розуму, щоб зрозуміти розширені частини сигналу, залишаються незмінними. Схоже, що сигнал є навмисною спробою «заглушити» макроскопічний зв’язок, блокуючи тим, хто здатний розуміти інші сигнали, від можливості їх побачити. Вони називають сигнал блокування просто «руйнівником».
Головного героя історії, Іво Арчера, на запрошення друга дитинства Бреда Карпентера доставляють на станцію макроскопа. Іво має незрозумілий зв’язок із таємничим надінтелектуальним персонажем Шеном, і Бред вважає, що Шен зможе прорвати сигнал блокувальника. Іво не зовсім впевнений у цьому, і він не хоче просити допомоги у Шена. Це небажання є причиною деяких непорозумінь із дівчиною Бреда, Афрою Саммерфілд, у яку Іво безнадійно закохується.
Під час випадкового перегляду сигналу блокувальника з Бредом і сенатором, які відвідують проєкт, лише Іво виживає. Афра приходить до висновку, що Іво недостатньо розумний, щоб на нього впливати, і в результаті вважає його дещо нижчим за себе. Смерть сенатора викликає серію подій, які призводять до того, що Іво, Афра та двоє інших членів станції, Гарольд і Беатрікс, викрадають макроскоп. Афра, яка все ще закохана в Бреда та сподівається знайти ліки, приносить із собою його тіло, яке зараз знаходиться у вегетативному стані. Вони від'єднують макроскоп від станції та летять з ним, допоки кораблі ООН не кидаються за ними в погоню. З часом Іво звертається до макроскопа та знаходить спосіб не бути приголомшеним сигналом блокувальника. Це показує низку трансляцій з дальнього космосу. Іво демонструє цю техніку іншим, дозволяючи Гарольду та Афрі побачити сигнали, які раніше були приховані. Гарольд, талановитий інженер, використовує інформацію з одного із сигналів, щоб побудувати пристрій, який перетворює їхні тіла в рідкий стан, що дозволяє їм прискорюватися на 10 g і втекти від переслідуючих кораблів.
Вони подорожують до космосу Нептуна, слідуючи таємничому посланню, залишеному Шеном. Тут вони розбили табір на Тритоні. Афра намагається вилікувати Бреда, вдаряючи його струмом, допоки він відновлюється з рідкого стану, але спроба провалюється, і Бреда вбивають. Згодом і з подальшою допомогою Іво група дивиться доброякісну форму всієї трансляції, яку вони почали називати «мандрівником». Техніка зрідження є лише першою з багатьох, показаних у сигналі мандрівника, який описує цілий набір технологій, які дозволяють здійснювати міжзоряні подорожі. Використовуючи інструкції в сигналі, вони перетворюють Нептун на міжзоряний космічний корабель.
Шен ненадовго вперше з'являється під час будівництва, показуючи, що він є альтернативною особистістю в мозку Іво. Шен нібито є «власником» тіла, створивши особистість Іво, щоб уникнути експериментів. Шен має жахливий інтелект, але віддавши своє тіло Іво у віці п’яти років, він все ще дитина здебільшого без моралі. Намагаючись взяти контроль над тілом, Шен захоплює Іво в пастку в історичній драмі, що протікає в його власному мозку. З часом Іво бачить паралелі між героями драми та групою на кораблі, і зрештою втікає від ілюзії та знову повертає контроль.
Група вирішує вистежити джерело сигналу руйнівника, щоб вимкнути його. Внаслідок подорожі на відстань 15 000 світлових років від Землі, вони виявили, що трансляція ведеться із покинутої космічної станції. Під час досліджень внутрішньої частини станції, яка є великим музеєм, вони окремо залучаються до серії бачень, які розкривають різні аспекти природи руйнівника та його історії. Сигнал руйнівника надійшов відносно пізно в історії галактики, у розпал процвітаючого зв’язку через макроскоп. Озброївшись здатністю до міжзоряних подорожей, спалахнули війни, які знищили незліченну кількість цивілізацій. Станція руйнівника, одна з шести в галактиці, створена, щоб запобігти цьому, доки раси не досягнуть необхідного рівня культурної складності, якщо вони взагалі його досягнуть.
Виникнувши з одного з цих видінь, Афра виявляє, що Шен знову перехопив контроль в Іво. Достатньо розумний, щоб сигнал убив його, він розв'язав цю проблему за допомогою операції, яка змінила хімічні процеси в його мозку, щоб заблокувати більшу частину сигналу. Це зайняло шість місяців, тримаючи його «закріпленим» протягом інтервалу. Шен грає в гру з Афрою, тепер єдиною іншою уцілілою учасницею початкової групи, причому ставка полягає в тому, що переможець зможе вибрати, кому, Шену чи Іво, дістанеться тіло. Під час гри виявляється справжня причина створення Іво; первісний Іво був дівчиною з інтелектом, подібним до Шена, ситуації, якої ніхто не міг терпіти. Після вбивства її під час гри до смерті за правилами, зрозумілими тільки їм двом, Шен створив нового Іво, щоб уникнути відплати своїх однолітків.
Граючи за правилами та програвши, Афра натомість обманом заводить Шена в кімнату, передаючи сигнал руйнівника. Тут він настільки потужний, що перемагає хірургічні блоки Шена й Іво отримує можливість повернути під свій контроль тіло. Тепер керуючи своєю особистістю разом з усіма інтелектуальними можливостями Шена, Іво підкорює серце Афри. Наприкінці роману читачеві залишається вирішити, чи людство Землі достатньо зріле та готове до міжзоряних подорожей.

## Основні теми
Сюжет «Макроскопа» переплітається з багатьма темами, взятими з різних джерел.
Серед них є посилання на особистісні риси кожного з чотирьох членів групи. Гарольд захоплюється астрологією, і через його характер розкриваються ознаки кожного члена групи; Іво — вогняний знак, Афра — земний, Гарольд — повітряний, Беатрікс — водний. У декількох моментах Ентоні згадує, що лише четверо разом, діючи як єдине ціле, можуть вирішити поставлені перед ними проблеми. Ці моменти досліджуються протягом усієї книги, але особливо в завершальних епізодах, де вони складають основу гри між Афрою та Шеном.
Пірс Ентоні також досліджує поняття логіки та розуміння, особливо на прикладі Афри. Її спроба оживити Бреда не мала надії на успіх, про що вона знала, але проігнорувала. Під час імітаційного суду після смерті Бреда Гарольд досліджує різницю між емоціями та логікою, демонструючи, що навмисне стримування Афрою своїх емоцій призвело до підриву логіки. Вище вказана тема знову підіймається в романі дещо згодом, коли Шен бореться з нею.
Ентоні також використовує Іво як аналога Сіднея Ланьє, поета. Частини поезії Ланьє використовуються в усій книзі, а в інших випадках уривки книги точно відображають теми творчості Ланьє. За допомогою ретроспективних спогадів упродовж усього роману досліджується життя Ланьє.
Бред та Іво/Шен походять зі спеціального проєкту у Філадельфії, певною мірою змодельованого за британським експериментом Пекхема, започаткованим під час Великої депресії. Цей проєкт показав великі переваги більшості покращень загального медичного обслуговування в контексті громади, не лише для клінічного здоров’я учасників, але й ефективність соціального середовища Пекхема щодо зменшення соціальних проблем, зокрема, бідності.
Зрештою, головна тема роману досліджує потенціал людства до самознищення, розглядаючи його як на прикладі «пробної» раси, так і на дослідженні власне людства. На початку книги Бред скаржиться, що населення в 5 мільярдів є нежиттєздатним, якщо людство не досягне зірок, але він сумнівається в їхній здатності та зрілості зробити це. Ця тема висвітлюється в усьому творі, включаючи завершальне речення.

## Відгуки
«Макроскоп» став фіналістом премії «Г’юго» за найкращий роман 1970 року.